# Saint-Aybert
Saint-Aybert est une commune française située dans le département du Nord, en région Hauts-de-France, limitrophe avec la Belgique.

## Géographie

### Localisation
Longitude est :
3° 39′ 00″ (degrés-minutes-secondes) ;
3,65 degrés centésimaux ;
0,063705 radians.
Latitude nord : 	
50° 27′ 00″ (degrés-minutes-secondes) ;
50,45 degrés centésimaux ;
0,880519 radians.
Village frontalier de la Belgique (Hensies).
Villes proches : Condé-sur-l'Escaut à 5 km.

### Communes limitrophes
| Condé-sur-l'Escaut | Bernissart (be) |              |
| Thivencelle        | Saint-Aybert    | Hensies (be) |
|                    | Crespin         |              |

### Hydrographie

#### Réseau hydrographique
La commune est située dans le bassin Artois-Picardie. Elle est drainée par la Saint-Aybert, le canal de Mons de la Frontière Belge au confluent de l'Escaut canalisé, le Contre-fossé rive droite du canal de Mons, le marais de la Chapelle Saint-Aybert, le ruisseau du Séminaire et un autre petit cours d'eau,.
Le canal Mons-Condé a été construit à partir de 1807 et mis en service en 1818, pour faciliter le transport du « charbon de terre » par l'Escaut, des mines du Borinage vers la France (le territoire belge faisait partie de l'Empire à l'époque napoléonienne). Il a été comblé au profit du Canal Nimy-Blaton-Péronnes. 

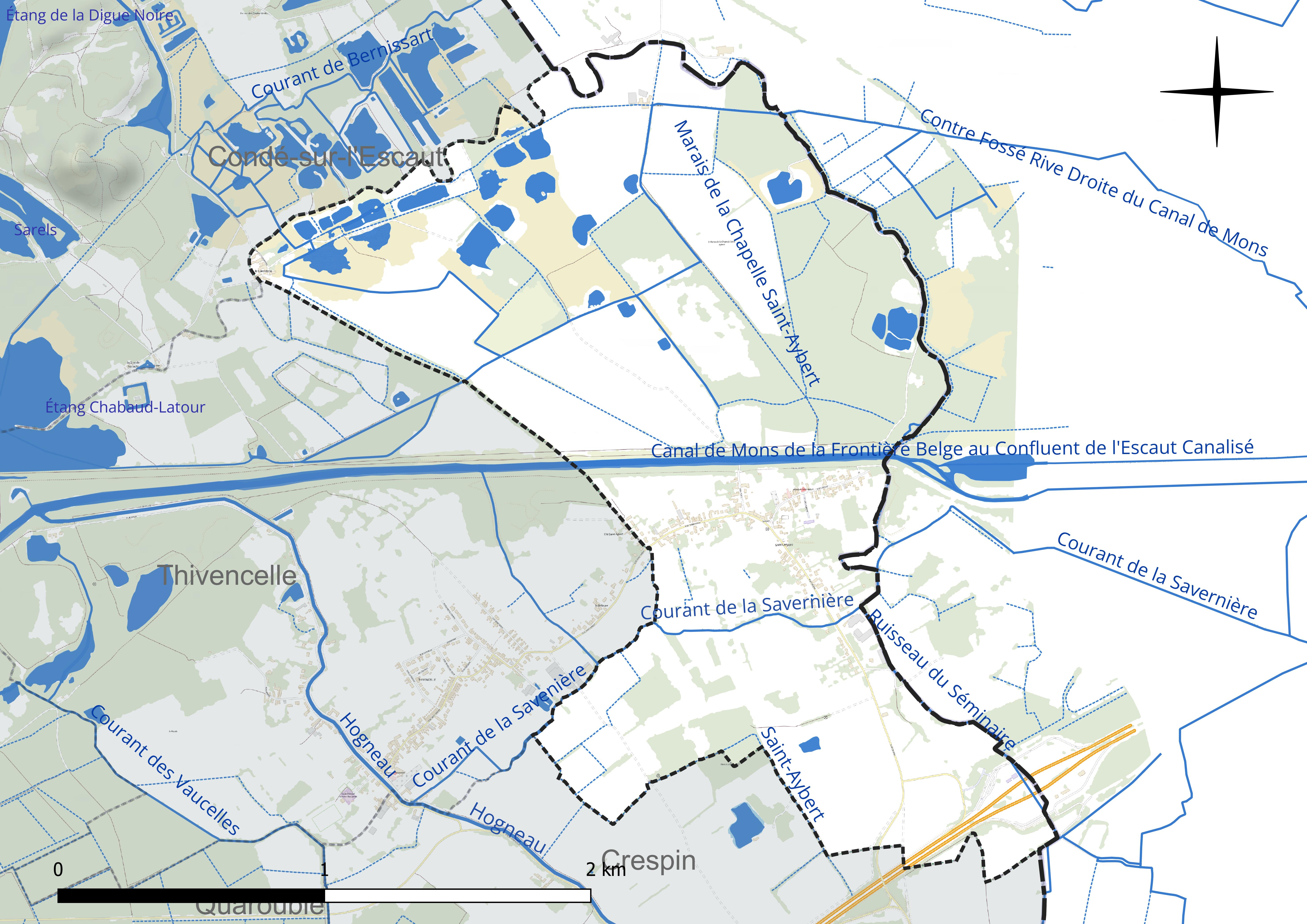
Réseau hydrographique de Saint-Aybert.

#### Gestion et qualité des eaux
Le territoire communal est couvert par le schéma d'aménagement et de gestion des eaux (SAGE) « Escaut ». Ce document de planification concerne un territoire de 2 005 km2 de superficie, délimité par le bassin versant de l'Escaut. Le périmètre a été arrêté le 9 juin 2006 et le SAGE proprement dit a été approuvé le 13 juillet 2021. La structure porteuse de l'élaboration et de la mise en œuvre est le syndicat mixte Escaut et Affluents (SyMEA). 
La qualité des cours d'eau peut être consultée sur un site dédié géré par les agences de l'eau et l'Agence française pour la biodiversité. 

### Climat
Pour des articles plus généraux, voir Climat des Hauts-de-France et Climat du Nord.
En 2010, le climat de la commune est de type climat océanique dégradé des plaines du Centre et du Nord, selon une étude du CNRS s'appuyant sur une série de données couvrant la période 1971-2000. En 2020, Météo-France publie une typologie des climats de la France métropolitaine dans laquelle la commune est exposée à un climat océanique altéré et est dans la région climatique  Nord-est du bassin Parisien, caractérisée par un ensoleillement médiocre, une pluviométrie moyenne régulièrement répartie au cours de l'année et un hiver froid (3 °C). 
Pour la période 1971-2000, la température annuelle moyenne est de 10,4 °C, avec une amplitude thermique annuelle de 14,9 °C. Le cumul annuel moyen de précipitations est de 741 mm, avec 12,4 jours de précipitations en janvier et 9,5 jours en juillet. Pour la période 1991-2020, la température moyenne annuelle observée sur la station météorologique la plus proche, située sur la commune de Valenciennes à 14 km à vol d'oiseau, est de 11,0 °C et le cumul annuel moyen de précipitations est de 694,1 mm,. Pour l'avenir, les paramètres climatiques de la commune estimés pour 2050 selon différents scénarios d'émission de gaz à effet de serre sont consultables sur un site dédié publié par Météo-France en novembre 2022.

## Urbanisme

### Typologie
Au 1er janvier 2024, Saint-Aybert est catégorisée commune rurale à habitat dispersé, selon la nouvelle grille communale de densité à sept niveaux définie par l'Insee en 2022.
Elle est située hors unité urbaine. Par ailleurs la commune fait partie de l'aire d'attraction de Valenciennes (partie française), dont elle est une commune de la couronne,. Cette aire, qui regroupe 102 communes, est catégorisée dans les aires de 200 000 à moins de 700 000 habitants,.

### Occupation des sols
L'occupation des sols de la commune, telle qu'elle ressort de la base de données européenne d'occupation biophysique des sols Corine Land Cover (CLC), est marquée par l'importance des territoires agricoles (80 % en 2018), en diminution par rapport à 1990 (86,5 %). La répartition détaillée en 2018 est la suivante : 
prairies (63,4 %), zones humides intérieures (9,5 %), terres arables (9 %), zones agricoles hétérogènes (7,7 %), zones urbanisées (5,8 %), forêts (4,6 %). L'évolution de l'occupation des sols de la commune et de ses infrastructures peut être observée sur les différentes représentations cartographiques du territoire : la carte de Cassini (XVIIIe siècle), la carte d'état-major (1820-1866) et les cartes ou photos aériennes de l'IGN pour la période actuelle (1950 à aujourd'hui).

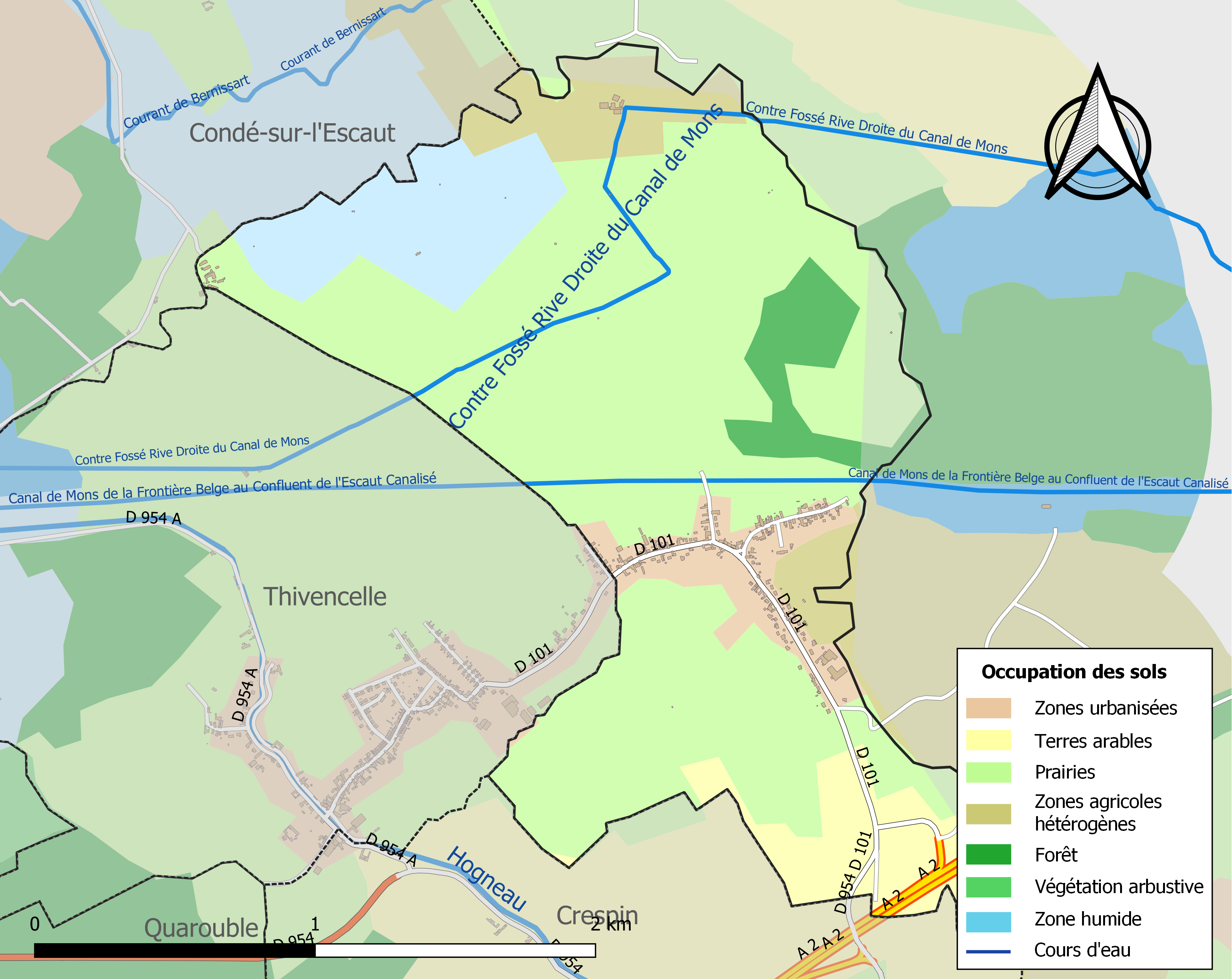
Carte des infrastructures et de l'occupation des sols de la commune en 2018 (CLC).

### Voies de communications et transports
La commune est desservie par la ligne 109 du réseau Transvilles.

## Toponymie
Le village doit son nom à un moine de l'abbaye de Crespin, Aybert (1060-1140), qui vint y terminer sa vie en ermite.

## Histoire
La commune a été créée en 1837, par détachement de son territoire de celle de Crespin.

## Politique et administration

### Rattachements administratifs et électoraux
La commune, créée en 1837,  se trouve dans l'arrondissement de Valenciennes du département du Nord. Pour l'élection des députés, elle fait partie depuis 2012 de la vingt et unième circonscription du Nord.
Elle faisait partie depuis sa création du canton de Condé-sur-l'Escaut. Dans le cadre du redécoupage cantonal de 2014 en France, la commune fait désormais partie du canton de Marly

### Intercommunalité
La commune fait partie de la communauté d'agglomération Valenciennes Métropole, créée fin 2000.

### Liste des maires
Maire en 1881 : Joisse-Benoit.
| Identité                                              | Période         | Période                  | Durée                     | Étiquette     |
| Identité                                              | Début           | Fin                      | Durée                     | Étiquette     |
| ----------------------------------------------------- | --------------- | ------------------------ | ------------------------- | ------------- |
| Olgan Durieux (d)                                     | juin 1995       | mars 2008                | 12 ans et 9 mois          | divers droite |
| Jean-Marie Lédé (d)                                   | mars 2008       | 2014                     | 6 ans                     |               |
| Henri Piette (d), (14 octobre 1940 - 2 décembre 2018) | 2014            | octobre 2018 (démission) | 4 ans                     |               |
| Michaël Aniéré (d), (né le 1er août 1979)             | 16 octobre 2018 | En cours                 | 6 ans, 9 mois et 22 jours |               |

### Instances judiciaires et administratives
La commune relève du tribunal d'instance de Valenciennes, du tribunal de grande instance de Valenciennes, de la cour d'appel de Douai, du tribunal pour enfants de Valenciennes, du conseil de prud'hommes de Valenciennes, du tribunal de commerce de Valenciennes, du tribunal administratif de Lille et de la cour administrative d'appel de Douai.

## Population et société

### Démographie

#### Évolution démographique
L'évolution du nombre d'habitants est connue à travers les recensements de la population effectués dans la commune depuis 1841. Pour les communes de moins de 10 000 habitants, une enquête de recensement portant sur toute la population est réalisée tous les cinq ans, les populations de référence des années intermédiaires étant quant à elles estimées par interpolation ou extrapolation. Pour la commune, le premier recensement exhaustif entrant dans le cadre du nouveau dispositif a été réalisé en 2005.

En 2022, la commune comptait 331 habitants, en évolution de −11,26 % par rapport à 2016 (Nord : +0,51 %, France hors Mayotte : +2,11 %).
| 1841 | 1846 | 1851 | 1856 | 1861 | 1866 | 1872 | 1876 | 1881 |
| ---- | ---- | ---- | ---- | ---- | ---- | ---- | ---- | ---- |
| 334  | 373  | 402  | 329  | 330  | 335  | 343  | 347  | 371  |

| 1886 | 1891 | 1896 | 1901 | 1906 | 1911 | 1921 | 1926 | 1931 |
| ---- | ---- | ---- | ---- | ---- | ---- | ---- | ---- | ---- |
| 365  | 397  | 398  | 365  | 328  | 338  | 298  | 323  | 316  |

| 1936 | 1946 | 1954 | 1962 | 1968 | 1975 | 1982 | 1990 | 1999 |
| ---- | ---- | ---- | ---- | ---- | ---- | ---- | ---- | ---- |
| 340  | 326  | 318  | 344  | 319  | 275  | 296  | 295  | 339  |

| 2005 | 2006 | 2010 | 2015 | 2020 | 2022 | - | - | - |
| ---- | ---- | ---- | ---- | ---- | ---- | - | - | - |
| 346  | 361  | 358  | 369  | 333  | 331  | - | - | - |

#### Pyramide des âges
La population de la commune est relativement jeune.
En 2018, le taux de personnes d'un âge inférieur à 30 ans s'élève à 31,2 %, soit en dessous de la moyenne départementale (39,5 %). À l'inverse, le taux de personnes d'âge supérieur à 60 ans est de 26,7 % la même année, alors qu'il est de 22,5 % au niveau départemental.
En 2018, la commune comptait 181 hommes pour 183 femmes, soit un taux de 50,27 % de femmes, légèrement inférieur au taux départemental (51,77 %).
Les pyramides des âges de la commune et du département s'établissent comme suit.
| Hommes | Classe d’âge | Femmes |
| ------ | ------------ | ------ |
| 0,0    | 90 ou +      | 0,6    |
| 3,0    | 75-89 ans    | 3,0    |
| 24,1   | 60-74 ans    | 22,8   |
| 21,1   | 45-59 ans    | 26,9   |
| 19,9   | 30-44 ans    | 16,2   |
| 12,0   | 15-29 ans    | 12,6   |
| 19,9   | 0-14 ans     | 18,0   |

| Hommes | Classe d’âge | Femmes |
| ------ | ------------ | ------ |
| 0,5    | 90 ou +      | 1,4    |
| 5,3    | 75-89 ans    | 8,1    |
| 14,8   | 60-74 ans    | 16,2   |
| 19,1   | 45-59 ans    | 18,4   |
| 19,5   | 30-44 ans    | 18,7   |
| 20,7   | 15-29 ans    | 19,1   |
| 20,2   | 0-14 ans     | 18     |

## Culture locale et patrimoine

### Lieux et monuments

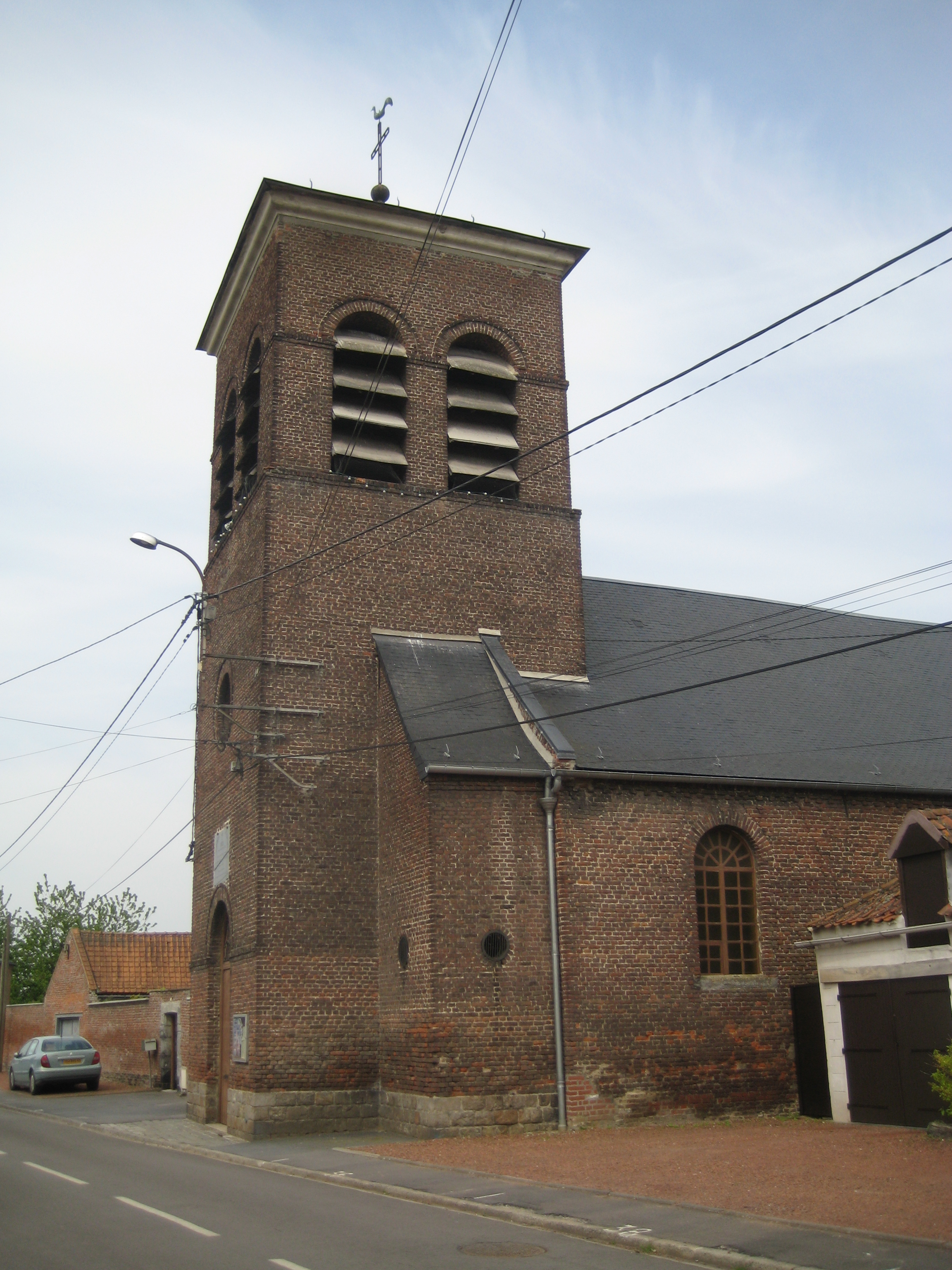
L'église de Saint-Aybert

Classé au patrimoine historique, le puits Saint-Aybert, dont la commune a hérité du nom en 1837.
- Monument-signal sur autoroute A2, marquant la limite entre France et Belgique.
- Église Saint-Aybert 19e.
- Chapelle à la sortie du village vers Crespin.
- Canal Pommerœul-Condé, canal à grand gabarit ayant absorbé la rivière la Haine, réunissant l'Escaut au Canal Nimy-Blaton-Péronnes.

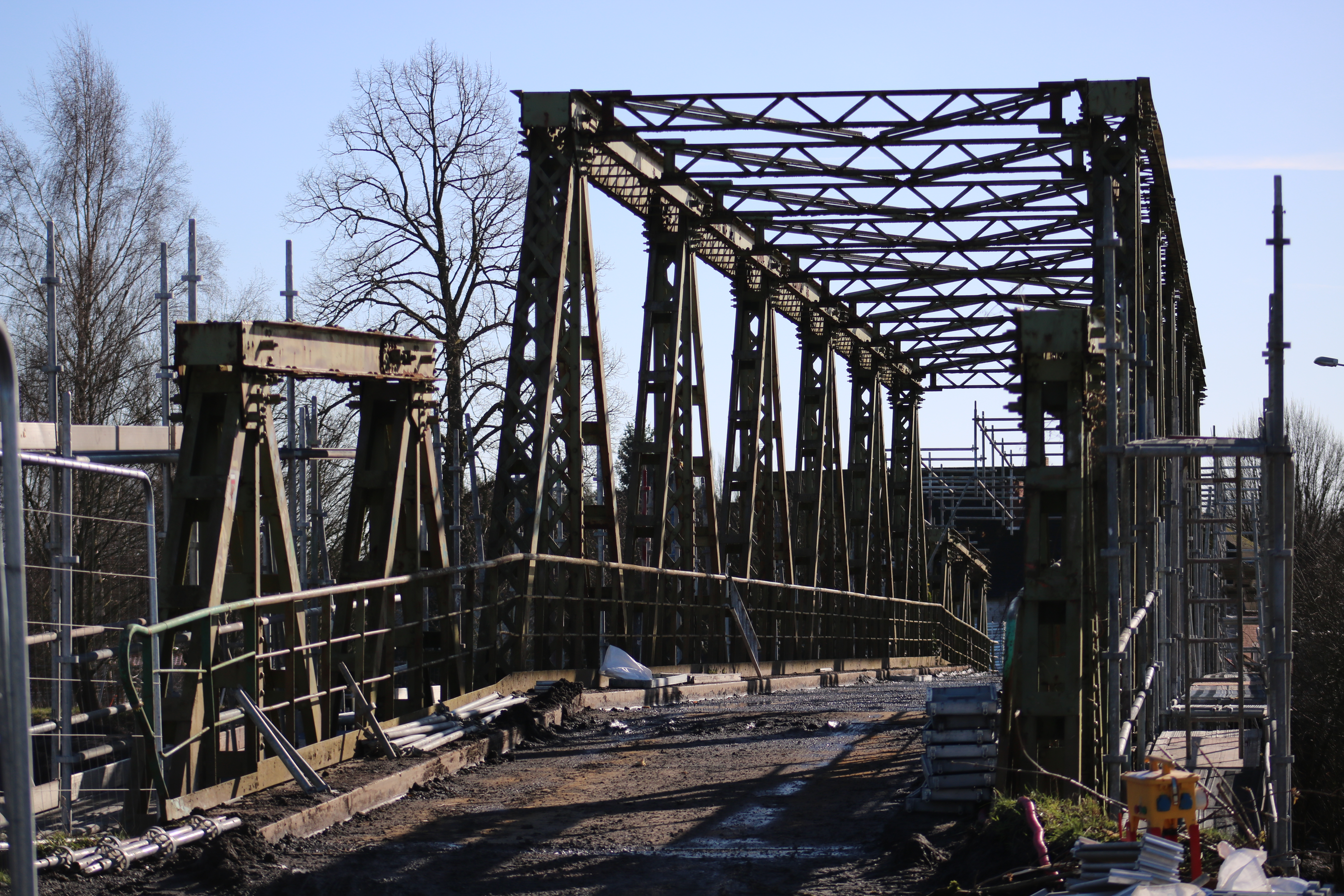
Pont sur le Canal Pommerœul-Condé

- Pont sur le Canal Pommerœul-CondéPont Bailey sur le canal

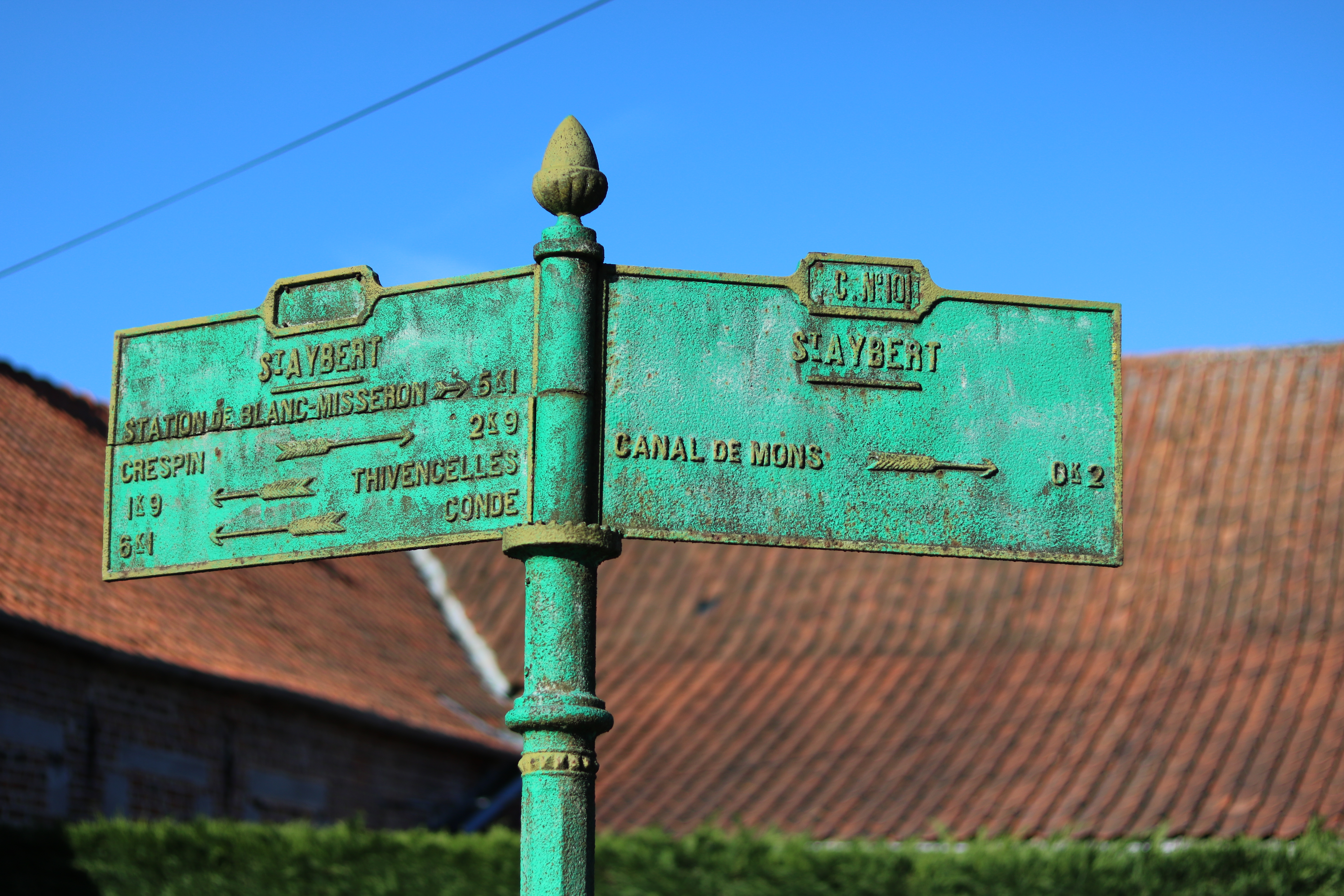
Borne routière historique

- Borne routière historiqueBorne historique

## Pour approfondir